# Iași Open
Iași Open este un turneu profesionist de tenis care se joacă pe terenuri cu zgură, în aer liber. În prezent, face parte din turneele ATP Challenger Tour și WTA 125. Are loc anual la Iași, România din 2020.

## Rezultate

### Simplu masculin
| An   | Campion               | Finalist                | Scor               |
| ---- | --------------------- | ----------------------- | ------------------ |
| 2020 | Carlos Taberner       | Mathias Bourgue         | 6–4, 7–6(7–4)      |
| 2021 | Zdeněk Kolář          | Hugo Gaston             | 7–5, 4–6, 6–4      |
| 2022 | Felipe Meligeni Alves | Pablo Andújar           | 6–3, 4–6, 6–2      |
| 2023 | Hugo Gaston           | Bernabé Zapata Miralles | 3–6, 6–0, 6–4      |
| 2024 | Hugo Dellien          | Javier Barranco Cosano  | 6–1, 6–1           |
| 2025 | Elmer Møller          | Titouan Droguet         | 3–6, 6–1, 7–6(7–2) |

### Simplu feminin
| An          | Campioană          | Finalistă          | Scor                |
| ----------- | ------------------ | ------------------ | ------------------- |
| ↓ WTA 125 ↓ |                    |                    |                     |
| 2022        | Ana Bogdan         | Panna Udvardy      | 6–2, 3–6, 6–1       |
| 2023        | Ana Bogdan         | Irina-Camelia Begu | 6–2, 6–3            |
| ↓ WTA 250 ↓ |                    |                    |                     |
| 2024        | Mirra Andreeva     | Elina Avanesyan    | 5–7, 7–5, 4–0 retd. |
| 2025        | Irina-Camelia Begu | Jil Teichmann      | 6–0, 7–5            |

### Dublu masculin
| An   | Campioni                                | Finaliști                             | Scor             |
| ---- | --------------------------------------- | ------------------------------------- | ---------------- |
| 2020 | Rafael Matos João Menezes               | Treat Huey Nathaniel Lammons          | 6–2, 6–2         |
| 2021 | Orlando Luz Felipe Meligeni Alves       | Hernán Casanova Roberto Ortega Olmedo | 6–3, 6–4         |
| 2022 | Geoffrey Blancaneaux Renzo Olivo        | Diego Hidalgo Cristian Rodríguez      | 6–4, 2–6, [10–6] |
| 2023 | Nicolás Barrientos Aisam-ul-Haq Qureshi | Gabi Adrian Boițan Bogdan Pavel       | 6–3, 6–3         |
| 2024 | Cezar Crețu Bogdan Pavel                | Karol Drzewiecki Piotr Matuszewski    | 2–6, 6–2, [10–4] |
| 2025 | Szymon Kielan Filip Pieczonka           | Cleeve Harper Ryan Seggerman          | 7–5, 6–3         |

### Dublu feminin
| An          | Campioane                          | Finaliste                          | Scor             |
| ----------- | ---------------------------------- | ---------------------------------- | ---------------- |
| 2022        | Daria Astakhova · Andreea Roșca    | Réka Luca Jani Panna Udvardy       | 7–5, 5–7, [10–7] |
| 2023        | Veronika Erjavec Dalila Jakupović  | Irina Bara Monica Niculescu        | 6–4, 6–4         |
| ↓ WTA 250 ↓ |                                    |                                    |                  |
| 2024        | Anna Danilina Irina Khromacheva    | Alexandra Panova Yana Sizikova     | 6–4, 6–2         |
| 2025        | Veronika Erjavec (2) Panna Udvardy | María Lourdes Carlé Simona Waltert | 7–5, 6–3         |